# لوكاس رويز دياز
لوكاس رويز دياز (بالإسبانية: Lucas Ruíz Díaz)‏ (19 فبراير 1990 ببوينس آيرس في الأرجنتين - ) هو لاعب كرة قدم أرجنتيني في مركز الوسط. لعب مع التانك سيلي وClub Plaza Colonia de Deportes ‏.

## وصلات خارجية
- لوكاس رويز دياز على موقع قاعدة بيانات كرة القدم.إي يو (الإنجليزية)
- لوكاس رويز دياز على موقع Soccerway.com (الإنجليزية)